# Piero di Lorenzo de' Medici
Piero di Lorenzo de' Medici eller bare Piero II de' Medici (født 15. februar 1472, død 28. december 1503), undertiden også kaldt Piero den Uheldige, var Gran Maestro af Firenze fra 1492 indtil hans eksil i 1494.

## Biografi
Piero di Lorenzo de' Medici var født i Firenze som den ældste søn af Lorenzo de' Medici (il Magnifico) og Clarice Orsini. Han var broder til Pave Leo 10..
Han blev uddannet af store personligheder som Angelo Poliziano til at følge sin far som hersker af Firenze. Hans tøjlesløse, arrogante og udisciplinerede personlighed skulle dog vise sig at gøre det svært for Piero at beklæde embedet som hersker i Firenze. 
Piero fik overdraget myndigheden som leder i Firenze i 1492. To år senere (1494) gjorde Karl 8. af Frankrig indtog i Italien med en stor militærstyrke og gjorde krav på den napolitanske trone. Karl 8. var blevet fristet af Ludovico Sforza, il Moro, forhenværende regent i Milano, som kunne afsætte sin nevø Gian Galeazzo Sforza og i stedet indsætte kongen som hertug.
Efter at have afgjort nogle sager i Milano bevægede Karl 8. sig mod Napoli. Han drog gennem Toscana og lod nogle soldater blive tilbage, for at sikre kommunikationen med Milano under felttoget. Piero forsøgte at være neutral, men det var i Karls øjne uacceptabelt, og han planlagde at invadere Toscana. Piero forsøgte modstand, men kunne ikke hente megen hjælp i Firenze. Firenze led under Girolamo Savonarolas indflydelse, så selv hans fætre flygtede fra byen og Karl 8.s tropper.
Piero opgav hurtigt og betingelsesløst kampen, da Karl 8.s tropper nærmede sig byen. Utilfredshed blandt byens borgere førte til, at Medici-familien måtte flygte. Palazzo familien blev plyndret, Republikken Firenze blev genindført, og familien blev officielt dømt til eksil. Den bosatte sig i de andre italienske stater og i resten af Europa.
Mens Spanien og Frankrig i 1503 fortsatte kampen i Italien om herredømmet i Napoli, druknede Piero i Garigliano-floden, da han flygtede efter slaget, som hans allierede franskmændene tabte.

## Ægteskab og børn
Piero giftede sig med Alfonsina Orsini i 1488. Hun var datter af Roberto Orsini, greve af Tagliacozzo og Caterina Sanseverino. 
De fik to børn:
- Lorenzo 2., hertug af Urbino (12. september 1492 – 4. maj 1519).
- Clarice de' Medici (1493 – 3. maj 1528). Hun giftede sig med Filippo Strozzi den Yngre (1488 - 1538).